# Olof Hjalmar Edström
Olof Hjalmar Edström, född 4 februari 1857 i Sundsvall, död 7 oktober 1934 i Sollefteå, var en svensk jägmästare och konstnär.
Han var son till bankdirektör Olof August Edström och Eva Maria Rothman. Edström blev utexaminerad jägmästare 1881 och lantmäteriauskultant 1884. Han tjänstgjorde därefter i dessa befattningar på olika platser han var anställd 1897–1906 som skogskontrollör vid Vifsta varv. Som konstnär målade han tavlor med landskapsmotiv och konstsvarade föremål i trä.